# 대한민국의 환경부 차관
환경부 차관(環境部 次官)은 장관을 보좌하는 직위로, 정무직공무원으로 보한다.

## 임명
- 환경부 차관은 대통령이 임명한다.

## 역할
- 환경부 차관은 장관을 보좌하여 소관사무를 처리하고 소속공무원을 지휘·감독하며, 장관이 사고로 직무를 수행할 수 없으면 그 직무를 대행한다.

## 역대 차관

### 환경청 차장
| 정부        | 대수           | 이름                           | 임기                           | 비고 |
| ----------- | -------------- | ------------------------------ | ------------------------------ | ---- |
| 제4공화국   | 초대           | 김정현(金政炫)                 | 1980년 1월 14일~1980년 7월 9일 |      |
| 제4공화국   | 2대            | 김병수(金秉洙)                 | 1980년 7월 9일~1981년 8월 6일  |      |
| 제5공화국   | 2대            | 김병수(金秉洙)                 | 1980년 7월 9일~1981년 8월 6일  |      |
| 3대         | 최수일(崔守一) | 1981년 8월 6일~1983년 2월 17일 |                                |      |
| 4대         | 이두호(李斗頀) | 1983년 2월 17일~1988년 3월 4일 |                                |      |
| 노태우 정부 | 5대            | 한수생(韓壽生)                 | 1988년 4월 2일~1990년 1월 3일  |      |

### 환경처 차관
| 정부        | 대수 | 이름           | 임기                            | 비고 |
| ----------- | ---- | -------------- | ------------------------------- | ---- |
| 노태우 정부 | 초대 | 한수생(韓壽生) | 1990년 1월 3일~1991년 4월 26일  |      |
| 노태우 정부 | 2대  | 한갑수(韓甲洙) | 1991년 4월 26일~1992년 1월 9일  |      |
| 노태우 정부 | 3대  | 이진(李進)     | 1992년 1월 9일~1992년 6월 30일  |      |
| 노태우 정부 | 4대  | 김인호(金仁浩) | 1992년 6월 30일~1993년 3월 4일  |      |
| 김영삼 정부 | 5대  | 김형철(金亨徹) | 1993년 3월 4일~1994년 12월 26일 |      |

### 환경부 차관
| 정부        | 대수 | 이름           | 임기                              | 비고 |
| ----------- | ---- | -------------- | --------------------------------- | ---- |
| 김영삼 정부 | 1대  | 김인환(金仁煥) | 1994년 12월 26일~1995년 12월 26일 |      |
| 김영삼 정부 | 2대  | 윤서성(尹瑞成) | 1995년 12월 26일~1998년 3월 9일   |      |
| 김대중 정부 | 3대  | 정진승(鄭鎭勝) | 1998년 3월 9일~1999년 5월 26일    |      |
| 김대중 정부 | 4대  | 심영섭(沈瑛燮) | 1999년 5월 26일~2000년 1월 27일   |      |
| 김대중 정부 | 5대  | 정동수(鄭東洙) | 2000년 1월 27일~2002년 2월 4일    |      |
| 김대중 정부 | 6대  | 이만의(李萬儀) | 2002년 2월 4일~2003년 3월 3일     |      |
| 노무현 정부 | 7대  | 곽결호(郭決鎬) | 2003년 3월 3일~2004년 2월 17일    |      |
| 노무현 정부 | 8대  | 박선숙(朴仙淑) | 2004년 2월 27일~2006년 1월 31일   |      |
| 노무현 정부 | 9대  | 이규용(李圭用) | 2006년 1월 31일~2007년 9월 21일   |      |
| 노무현 정부 | 10대 | 김수현(金秀顯) | 2007년 9월 21일~2008년 2월 29일   |      |
| 이명박 정부 | 11대 | 이병욱(李炳旭) | 2008년 3월 3일~2010년 3월 22일    |      |
| 이명박 정부 | 12대 | 문정호(文廷虎) | 2010년 3월 23일~2011년 7월 21일   |      |
| 이명박 정부 | 13대 | 윤종수(尹鍾洙) | 2011년 7월 22일~2013년 3월 13일   |      |
| 박근혜 정부 | 14대 | 정연만(鄭然萬) | 2013년 3월 13일~2016년 6월 7일    |      |
| 박근혜 정부 | 15대 | 이정섭(李鄭涉) | 2016년 6월 8일~2017년 6월 10일    |      |
| 문재인 정부 | 16대 | 안병옥(安秉玉) | 2017년 6월 11일~2018년 8월 26일   |      |
| 문재인 정부 | 17대 | 박천규(朴天圭) | 2018년 8월 27일~2020년 3월 24일   |      |
| 문재인 정부 | 18대 | 홍정기(洪禎基) | 2020년 3월 24일~2022년 5월 9일    |      |
| 윤석열 정부 | 19대 | 유제철(柳濟喆) | 2022년 5월 10일~2023년 7월 2일    |      |
| 윤석열 정부 | 20대 | 임상준(任相俊) | 2023년 7월 3일~2024년 6월 20일    |      |
| 윤석열 정부 | 21대 | 이병화(李炳華) | 2024년 6월 21일~2025년 6월 26일   |      |
| 이재명 정부 | 22대 | 금한승(琴翰承) | 2025년 6월 26일~                  |      |

## 같이 보기
- 환경부
- 환경부 장관